# Sabulodes edwardsata
Sabulodes edwardsata är en fjärilsart som beskrevs av George Duryea Hulst 1886. Sabulodes edwardsata ingår i släktet Sabulodes och familjen mätare. Inga underarter finns listade.